# Louis de Robert
Louis de Robert (* 5. März 1871 in Paris; † 27. September 1937 in Sannois, Val-d’Oise) war ein französischer Schriftsteller, der 1911 den Prix Femina gewann.

## Leben
Er verliebte sich in die dreißig Jahre jüngere Jeanne Humbert und heiratete sie am 8. November 1928 im Rathaus von Sannois. Sie überlebte ihn mehr als ein halbes Jahrhundert und veröffentlichte 1986 ihre Autobiografie Le cœur a ses raisons bei Vanity Press.
Während der Dreyfus-Affäre freundete er sich mit Émile Zola an und trat für die Revision des Prozesses ein.

## Werk
Sein wohl bekanntester Roman Le Roman du Malade erschien als Fortsetzungsroman in Le Figaro und wurde dann als Buch von der Éditions Fasquelle veröffentlicht. Der Roman erhielt 1911 den Prix Femina. Autoren wie Maurice Barrès, Anna de Noailles, Robert de Montesquiou und Colette bewunderten das Werk, das auch mit dem Preis der Académie française ausgezeichnet wurde.
Als regelmäßiger Mitarbeiter von The Journal mit Jules Renard, Alphonse Allais und Octave Mirbeau war er der erste Leser von Auszügen aus Marcel Prousts Buch Du côté de chez Swann; er brachte seinen Freund Proust dazu, den Text zu kürzen.